# Madré
Madré är en kommun i departementet Mayenne i regionen Pays de la Loire i nordvästra Frankrike. Kommunen ligger i kantonen Couptrain som tillhör arrondissementet Mayenne. År 2022 hade Madré 284 invånare.

## Befolkningsutveckling
Antalet invånare i kommunen Madré
| Referens: INSEE |